# Olvi Cola
Olvi Cola is een colamerk van het Finse bedrijf Olvi, een bier- en frisdrankproducent. Er bestaat een lightversie en een vanillevariant. 